# Sporty ekstremalne na Halowych Igrzyskach Azjatyckich 2007
Sporty ekstremalne na Halowych Igrzyskach Azjatyckich 2007, odbyły się w MUST Pavilion w dniach 26 października – 2 listopada 2007. Sportowcy z Tajlandii wygrali tabelę medalową zdobywając siedem złotych medali.

## FreestyleBMX[1]
| Konkurencja                |                       |                          |                    |
| -------------------------- | --------------------- | ------------------------ | ------------------ |
| Big air                    | Prachaya Iamsa-Ard    | Ng Chee Keong            | Rungrueang Phamee  |
| Flatland                   | Pakphum Poosaart      | Chutchalerm Chaiwirotwit | Ahmad Shaiful Aziz |
| Park                       | Kiattichai Wanitsakul | Chokchai Wanitsakul      | Li Yun-yi          |
| Najlepsza technika parkowa | Chen Han-kun          | Kiattichai Wanitsakul    | Ng Chee Keong      |
| Vert                       | Kiattichai Wanitsakul | Chokchai Wanitsakul      | Chen Han-kun       |

## Wrotkarstwo[2]
| Konkurencja                |                  |                   |                  |
| -------------------------- | ---------------- | ----------------- | ---------------- |
| Big air                    | Jeerasak Tassorn | Fariq Mohamed Esa | Norachai Boonnim |
| Park                       | Jeerasak Tassorn | Worapoj Boonnim   | Hung Chien-kai   |
| Najlepsza technika parkowa | Jeerasak Tassorn | Worapoj Boonnim   | Hung Chien-kai   |
| Vert                       | Yusuke Aihara    | Kanta Ogino       | Hung Chien-kai   |

## Skateboarding[3]
| Konkurencja                |                    |                      |                    |
| -------------------------- | ------------------ | -------------------- | ------------------ |
| Park                       | Putu Yogi Darmawan | Jirawat Paoin        | Putra Devi Permana |
| Najlepsza technika parkowa | Che Lin            | Weerayut Eksirasuwan | Ahmad Fadzil Musa  |

## Wspinaczka sportowa[4]
| Konkurencja                        |              |                      |                   |
| ---------------------------------- | ------------ | -------------------- | ----------------- |
| Wspinaczka na prowadzenie mężczyzn | Son Sang-won | Sachi Amma           | Kim Ja-ha         |
| Wspinaczka na szybkość mężczyzn    | Zhong Qixin  | Aleksandr Nigmatulin | Ye Xiangyang      |
| Wspinaczka na prowadzenie kobiet   | Kim Ja-in    | Akiyo Noguchi        | Huang Liping      |
| Wspinaczka na szybkość kobiet      | Li Chunhua   | He Cuilian           | Dinara Irsalijewa |

## Tabela medalowa
| Poz.    | Państwo          |    |    |    | Łącznie |
| ------- | ---------------- | -- | -- | -- | ------- |
| 1       | Tajlandia        | 7  | 8  | 2  | 17      |
| 2       | Chiny            | 3  | 1  | 2  | 6       |
| 3       | Korea Południowa | 2  | 0  | 1  | 3       |
| 4       | Japonia          | 1  | 3  | 0  | 4       |
| 5       | Chińskie Tajpej  | 1  | 0  | 5  | 6       |
| 6       | Indonezja        | 1  | 0  | 1  | 2       |
| 7       | Malezja          | 0  | 1  | 2  | 3       |
| 8       | Kazachstan       | 0  | 1  | 1  | 2       |
| 8       | Singapur         | 0  | 1  | 1  | 2       |
| Łącznie | Łącznie          | 15 | 15 | 15 | 45      |